# Billings (Montana)
Billings er en amerikansk by og administrativt centrum i det amerikanske county Yellowstone County i staten Montana. Byen har 117.116(2020) indbyggere.
Byen er opkaldt efter en søn af den første præsident for Northern Pacific Railroad, Parmley Billings.:47 

## Ekstern henvisning
- Wikimedia Commons har flere filer relateret til Billings (Montana)
- Billings hjemmeside (engelsk)

45°47′12″N 108°32′14″V / 45.7867°N 108.5372°V